# Équipe cycliste Eurotel
Eurotel-Samro est une équipe cycliste française créée en 1992 par Yvan Raphanel, portant le nom de l'une de ses entreprises, et dirigée par Didier Paindavaine.

## Histoire
Yvan Raphanel, né le 22 août 1944 à Riom (Puy de Dôme), décide de s'investir dans le cyclisme, étant né dans une famille pratiquant le cyclisme.[pertinence contestée] Annoncée dès la fin de l'année 1991, l'équipe est sponsorisée par la société d'Yvan Raphanel, Eurotel, qui fabrique du matériel inox et l'installation de cuisines pour les collectivités. L'équipe Eurotel-Samro naît au début de la saison 1992. Elle est basée en France et est dirigée par Didier Paindavaine, qui vient de quitter l'équipe cycliste Mosoca Eurotel, au poste de directeur sportif. Elle possède cinq coureurs qui étaient déjà professionnels l'année précédente, mais aucun vrai leader. Elle permet à un certain nombre de jeunes coureurs de débuter, dont Franck Morelle, champion de France amateur en 1990. Elle commence sa saison au Tour du Haut Var en 1992 avec 10 coureurs. Pendant la saison, elle obtient peu de résultats. L'équipe participe d'ailleurs à la Coupe de France, Herve Henriet 3e du grand prix de Denain , puis aux 4 Jours de Dunkerque, ou à la Route du Sud, invité à Paris Roubaix par Albert Bouvet mais cette épreuve étant redoutable elle refuse sa sélection ainsi qu au Critérium du Dauphiné libéré faute de pouvoir aligner 8 coureurs ayant assez d’expérience. Les coureurs de l'équipe passent rapidement pour les « smicards du peloton » comme l'explique le Belge Claude Rudelopt au Soir en 1992. Au championnat de Belgique, il est accompagné d'un mécanicien et d'un soigneur pour deux coureurs, ce qui traduit le manque criant de moyens de la petite formation. L'équipe voit un de ses coureurs sélectionné au Championnat du monde : Akira Asada. L’entreprise n’ayant pu trouver un vrai partenaire  cherche, dans un premier temps, un partenaire financier pour pouvoir grandir et payer convenablement ses coureurs. À la fin de la saison, l'équipe disparaît faute de finances, après avoir renoncé à chercher un partenaire secondaire. Elle n'a en effet pas pu payer une partie des salaires, ce qui a provoqué le départ de Didier Paindavaine, qui devait amener un budget et n'a jamais pu respecter son engagement dans une période de crise financière, et son remplacement par Patrick Valcke, celui-ci n'ayant pas pu trouver des partenaires malgré ses connaissances du milieu.[réf. nécessaire] Une partie de l'équipe fusionne avec l'équipe russe Russ-Baikal.

## Championnat du monde
- 1992 : Akira Asada : abandon

## Principaux coureurs
Source sur "cyclingbase.com":
- Franck Morelle : 1992
- Akira Asada : 1992
- Marc Freze : 1992
- Nicolas Coudray : 1992
- René Foucachon : 1992
- Hervé Henriet : 1992
- Didier Virvaleix : 1992
- Gilles Benichon : 1992
- Michel Stasse: 1992
- Michel Lallouet : 1992
- Claude Rudelopt : 1992
- Gil Besseyre (stagiaire au tour de l'avenir) :  1992
- Pascal Basset (stagiaire au tour de l'avenir) : 1992
- Pascal Duez (stagiaire) : 1992

## Palmarès
- 4e étape, secteur B du Circuit de la Sarthe : Franck Morelle
- Route du Sud, vainqueur du classement de la montagne: Michel Stasse
- Circuito de Getxo, vainqueur du classement des "Meta-volantes": Claude Rudelopt